# Għaxaq
Għaxaq [ˈɐːʃɐʔ] (oder Ħal Għaxaq) ist ein Dorf im Süden Maltas mit 4989 Einwohnern (Stand 31. Dezember 2020). Es liegt 6,4 km von Valletta entfernt. Der Ort hat sich weitgehend seinen dörflichen Charakter erhalten; Landwirtschaft und Viehzucht bestimmen nach wie vor das Leben von Hunderten seiner Einwohner. Bis zum 26. April 1626 gehörte Għaxaq zu Żejtun. Damals hatte der Ort 340 Einwohner in 77 Häusern. Der Name der Ortschaft leitet sich vermutlich von der Familie „Axiaq“ ab; das Motto von Għaxaq heißt „Laeta Sustineo“ (wörtl. „Heiter Emporhalten“ also sinngemäß wohl „Kopf Hoch“).
Um 1767 sank die Bevölkerungszahl sehr plötzlich von über 1.000 Einwohnern auf ca. 350 ab. Grund hierfür waren Krankheiten und türkische Überfälle entlang der maltesischen Küste.
Die neue Gemeindekirche ist der Himmelfahrt der Jungfrau Maria (Mariä Himmelfahrt) geweiht. Eingeweiht wurde sie am 2. Mai 1784 von Bischof Vincenzo Labini.